# Хетера
Хетера (на гръцки: ἑταίρα – приятел, спътник) е жена в Древна Гърция, водеща свободен, независим живот, също така публична жена, своеобразна куртизанка. Първоначално хетерите били предимно робини, а по-късно и свободни жени. Известните от историята хетери били като цяло добре възпитани и начетени жени.
Първоначално терминът се отнася до древногръцкия социален феномен, а по-късно и в преносен смисъл се разпрострира и къмто други култури. Най-близкия социален типаж до древногръцките хетери е на японските гейши, макар между двата типа освен времевата и териториална отделеченост, да има и редица културни отлики.
В периода VII – IV век пр.н.е. в Древна Гърция се разпространява феномена хетера, чийто произход най-вероятно се корени в съседна Мала Азия и в жреческата практика в храма на Кибела, където съществувала и се прехранвала цяла женска прослойка отдавайки ласките си на поклониците в храма на Богинята-майка.
Хетерите служели не само за физическо, т.е. сексуално освобождаване на мъжете, но и ги вдъхновявали духовно и любовно, напътствайки редица антични личности във великите им дела. Една жена която не можела да забавлява интелектуално онзи който я пожелаел, не била хетера. Хетерите се отличавали с високото си образование и умения, и трябвало да бъдат достойни да отговорят на предизвикателството да бъдат женски приятелки и компаньонки за най-великите умове на онова време. По принцип често се бъркат с проститутки, но при хетерите водещ е духовния момент, а не сексуалния, и социалния статус на една хетера в Древна Гърция бил доста висок. Древните гърци ценели в общуването с хетерите хармонията между интелектуален и емоционален елемент в поведението на жената.
Хетерите едновременно забавлявали и утешавали мъжете според нуждата. По принцип не било задължително хетерите да проституират, но високото им интелектуално ниво било подразбиращо се, като те не щадели средства да обогатяват знанията си непрекъснато.
В Древна Атина имало специална керамична дъска на предложенията, на която мъжете отправяли писмени покани към хетерите. Ако хетерата приеме предложението, то под него на дъската тя определяла час за среща на пожелателя.
Най-точното определение за хетерите е като за свещени храмови проститутки на Кибела.